# Bienaventuranza

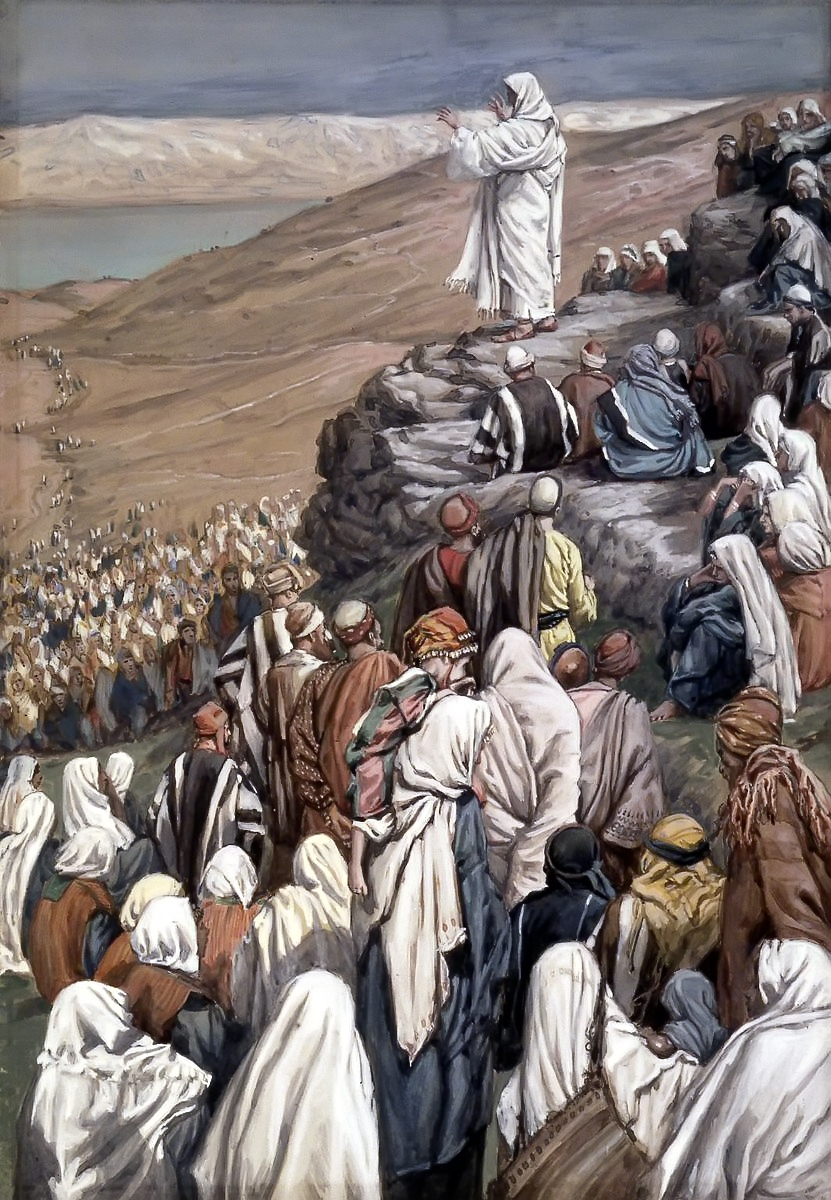
Le sermon sur la montagne (El sermón de la montaña, 1895-1897), obra del francés James Tissot (1836-1902). Acuarela opaca sobre grafito en papel vitela gris. Museo Brooklyn.

La bienaventuranza (también llamada macarismo) es en la Biblia un género literario con más de un centenar de ejemplos, tanto en el Antiguo como en el Nuevo Testamento. Tiene antecedentes en escritos de otros pueblos, en especial de Egipto. Se recurre a este género para expresar una felicitación a las personas que, por tener una dada cualidad o por mantener una forma de conducta grata, están relacionadas con Dios a quien se identifica bíblicamente como el dador de la vida y de la felicidad.
Cuando en la Biblia se proclama una bienaventuranza o su opuesto, no se busca pronunciar ni una bendición que proporcione la felicidad, ni una maldición que produzca la infelicidad, sino exhortar, sobre la base de la propia experiencia de felicidad, a seguir los caminos que conducen a ella. Sin embargo, este género literario experimentó una lenta evolución a través del Antiguo y el Nuevo Testamento. Así, el centro de atención de las bienaventuranzas cambió paulatinamente de los bienes meramente terrenales a los llamados «bienes eternos».
Dentro del elevado número de sentencias que constituyen este género literario, quizá las más célebres sean las nueve con que comienza Jesús de Nazaret el Sermón de la montaña (Mateo 5:3-11). En conjunto, las bienaventuranzas del sermón de la montaña concentraron todas las enseñanzas y el ministerio público de Jesús sobre espiritualidad y compasión, al presentar un nuevo conjunto de ideales centrados en el amor y la humildad en lugar de la fuerza y la imposición.

## Origen del término «bienaventurado»

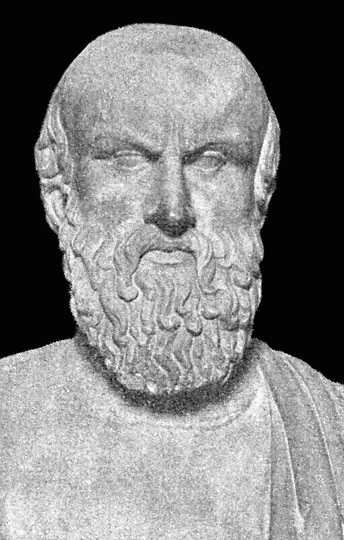
Busto que representa a Esquilo, autor de «Los Persas», obra en que se aplica el término «μακαρίτης» a los muertos.

En la literatura griega el término «bienaventurado» se reserva en una primera etapa a los dioses para expresar su condición de seres situados por encima de las penas y fatigas de esta tierra. Así se aplica el término «μάκαρ» («mákar»), más antiguo pero afín a «μακάριος» («makarios»). Por extensión, el término «μακαρίτης» (que significaría «bendito») es, desde su primera aparición en la obra «Los persas», del dramaturgo griego Esquilo, aplicado de forma circunscripta a los muertos. Se dice que los muertos son «bienaventurados» o «benditos» en razón de que ya están exentos de dolor.
En griego antiguo, quizá la palabra principal para significar felicidad es «eudaimonia» (literalmente «espíritu bueno» o «dios bueno»), y a partir de ella se desprende una constelación de términos estrechamente relacionados, que incluye «eutychia» (suerte), «olbios» (bendecido, favorecido), y «makarios» (bendecido, feliz, dichoso). En una etapa más avanzada, «makarios» («μακάριος») constituye un epíteto que se aplica sólo a los hombres. El primer registro griego que se tiene del término «μακάριος» («makarios») se encuentra en las Odas Píticas 5,46 del poeta lírico Píndaro, y luego se vuelve común en Aristófanes y Eurípides. Parece implicar la idea general de «tener suerte» y de «ser afortunado». Así, a finales del siglo V a. C. y principios del siglo IV a. C., se aplica la palabra «μακαριος» a los hombres en la medida en que eran ricos y que, por lo tanto, quedaban exentos de las angustias y penalidades del diario vivir. En el mundo griego, el género literario llamado «macarismo» se usa para celebrar la felicidad alcanzada por una persona, señalando el motivo y la calidad.
En los textos veterotestamentarios, «ašrê» (o ashrêy, אשרי) es un término abstracto traducido como «bienaventurado», que se refiere siempre a personas y nunca a cosas o circunstancias. A diferencia de la literatura griega que otorga en principio el término «bienaventurados» a los dioses, los libros de la Biblia jamás aplican la palabra «ašrê» a Dios. Sin embargo, se pone la felicidad en relación con Dios porque se lo considera el dispensador de toda dicha.

## Constitución de una «bienaventuranza»
En general, una bienaventuranza está constituida por una expresión inicial (del hebreo, ašrê... ; del griego, makarios...) que se puede traducir como «feliz», «dichoso», «bienaventurado» y que califica al poseedor de la cualidad como «digno de felicidad». En muchos casos se añade un segundo miembro a la expresión que puede estar en tiempo presente o futuro.
- Si está en tiempo presente indica la razón por la cual esa cualidad lo hace feliz. Por ejemplo: «Dichoso el hombre que no sigue el consejo de los impíos [...] Es como un árbol plantado junto a corrientes de agua, que da a su tiempo el fruto, y jamás se mustia su follaje [...]» (Salmo 1:1-3).
- Si está en tiempo futuro indica las consecuencias que se siguen o que se seguirán de la posesión de la cualidad. Entre ellas destacan las que utilizan la palabra «porque» como inicio de la segunda parte, y que se consideran literariamente más logradas. Por ejemplo: «Bienaventurados los misericordiosos, porque ellos alcanzarán misericordia» (Mateo 5:7).

Muchas otras utilizan diferentes giros literarios (por ejemplo, «en verdad os digo») o nexos causales.
Finalmente, algunas bienaventuranzas dejan implícito el premio, que se considera sobreentendido; por ejemplo: «Bienaventurados los que no han visto y han creído» (Juan 20:29).

## El macarismo en la Biblia hebrea y en el Antiguo Testamento
En la Biblia hebrea y en el Antiguo Testamento de las Biblias cristianas abundan las proclamaciones del género llamado bienaventuranza o macarismo. Los libros sapienciales mencionan numerosos puntos que convergen hacia la felicidad, según los criterios de su época y de su religiosidad: «dichoso» el que teme a Yahveh: será poderoso, bendecido, tendrá hacienda, riqueza (Salmo 112:1-3), tendrá una esposa fecunda y muchos hijos (Salmo 128:1-3). «Dichoso» el hombre que no sigue el consejo de los impíos, ni en la senda de los pecadores se detiene, ni en el banco de los burlones se sienta, sino que se complace en la ley de Yahveh (Salmo 1:1); «dichosos» los que van por camino perfecto, los que proceden en la ley de Yahveh, los que guardan sus dictámenes, los que le buscan de todo corazón (Salmo 119:1-2), «dichoso» el hombre que escucha la sabiduría (Proverbios 8:34) y «dichoso» el hombre que la halla (Proverbios 3:13).
Sin embargo, el sabio verdadero no limita su horizonte a la retribución deseada en este mundo. La recompensa esperada es Dios en persona: «dichosos» los que esperan en él (Isaías 30:18), «dichoso» el hombre que confía en Dios (Salmo 84:12), «dichoso» aquel que en el Dios de Jacob tiene su apoyo y su esperanza en Yahveh su Dios (Salmo 146:5).
Pero no por esperar la felicidad se debe desconocer los caminos que conducen a ella. Por ejemplo, para descubrir que sólo Dios otorga la felicidad, se requiere a veces una decepción. Por eso exclama el salmista: «Mejor es refugiarse en Yahveh que confiar en el hombre; mejor es refugiarse en Yahveh que confiar en magnates» (Salmo 118:8-9). En tal sentido, el profeta clama que es maldito el hombre que se fía en el hombre y que es bendito aquel que se fía en Yahveh, porque Yahvéh no defrauda su confianza (Jeremías 17:5.7).

## Bienaventuranza en el sufrimiento

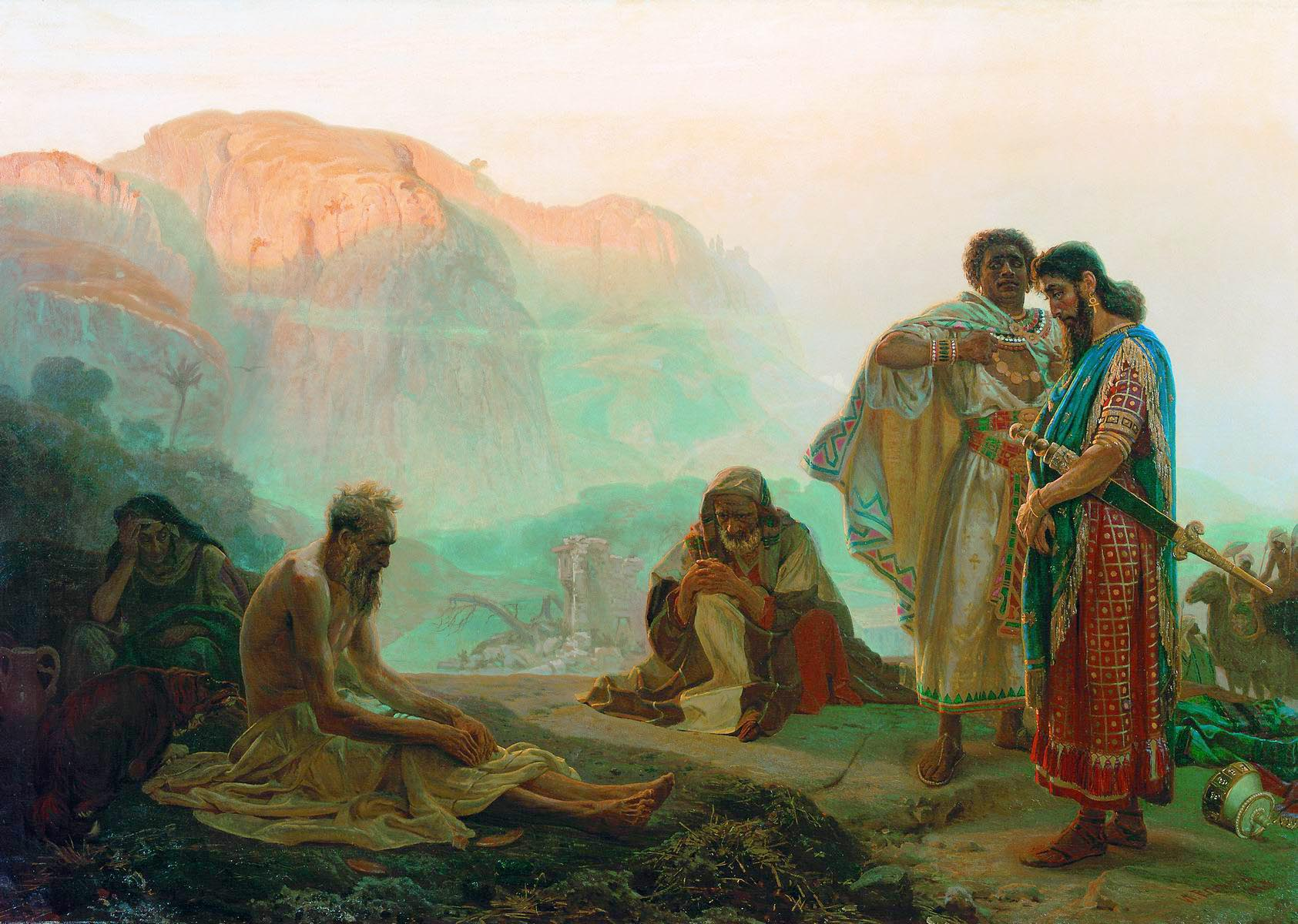
Job y sus amigos (1869). Óleo sobre lienzo de Ilya Yefimovich Repin (1844–1930). Museo del Estado ruso, San Petersburgo. Las explicaciones que del mal le dan sus amigos «sabios» no le sirven a Job en medio de su sufrimiento.

Sin embargo, con la llegada del sufrimiento, la «bienaventuranza» parece mermar. A Job, figura representativa del hombre sufriente que ha perdido todos sus bienes, sus hijos y su salud, uno de los tres presuntos sabios le dice: «¡Feliz el hombre a quien Dios corrige! No desprecies, pues, su lección» (Job 5:17), como si el sufrimiento fuese siempre un correctivo, una lección dolorosa pero saludable. Pero Job no manifiesta satisfacción alguna con esa respuesta: «¡Ah, si pudiese pesarse mi aflicción, si mis males se pusieran en la balanza juntos! Pesarían más que la arena de los mares, por eso mis razones se desmandan» (Job 6:2-3). «¿Cuál es mi fuerza para que aún espere, qué fin me espera para que aguante mi alma?» (Job 6:11).

Lo que los sabios inculcan a Job era verdad, pero una verdad inoportuna. Era verdad, pero una verdad a medias. ¿Por qué a medias? Se trataba de lecciones rutinarias y tradicionales, de malla demasiado gruesa, incapaz de recoger los problemas y las ansias del hombre Job. Job se rebela contra esa moral tan anónima, universal y abstracta (...) Por eso, la verdad de los sabios será siempre una verdad disminuida: porque refleja únicamente ese mínimum característico de todo enunciado que posee validez general. La legislación versa sobre lo mínimo, la inspiración se refiere a lo máximo; aquélla acota el campo de la justicia, ésta amplía el campo del amor.
José María Cabodevilla, La impaciencia de Job

En realidad, los tres sabios que pretenden encontrar palabras consoladoras no obtienen resultado alguno porque no llegan al límite requerido: participan del vicio que es propio de la falsa compasión, que consiste en «compadecerse de» en vez de, como debería ser, «padecer con».
Dios no responde a las preguntas de Job, sino que formula nuevas preguntas, cuestionando a Job sobre quién es él para cuestionar (Job 38-41). Al final del libro, Yahveh Dios rehace la salud de Job y su hacienda, doblándola respecto de la original, como así también rehace la familia que Job había perdido, es decir, todas las «bienaventuranzas» materiales. Pero las preguntas que Job formuló en medio de su sufrimiento permanecen flotando para los mortales, sin respuesta aparente en ese momento.

## Hacia otro tipo de «bienaventuranzas»: la felicidad en la «Biblia griega»

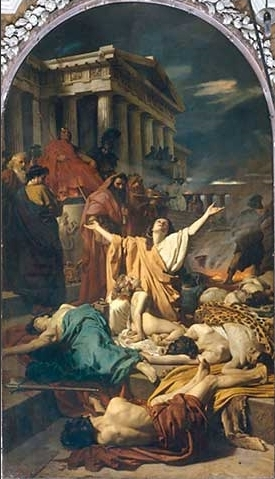
«El martirio de los siete macabeos» (1863), de Antonio Ciseri. El martirio de los siete hermanos macabeos delante de su propia madre, martirizada al final, constituye el trasfondo dramático para la explicitación en la Biblia griega de un nuevo alcance en el concepto de «bienaventuranza»: la fe en la «resurrección de los cuerpos».

Algunos escritos forman parte de la Biblia griega, pero no figuran en el canon judío, ni en aquellas Biblias vulgarmente llamadas «protestantes» posteriores a 1826. Son libros «deuterocanónicos», admitidos en el canon por Iglesias cristianas ortodoxas orientales, anglicana, episcopaliana y católica, como también por las luteranas y anabaptistas. Entre esos libros se encuentran el Libro de la Sabiduría (escrito posiblemente en el siglo I a. C.) y el Libro del Eclesiástico (190-180 a. C.). Se trata, pues, de escritos de redacción relativamente cercana al comienzo de nuestra era. En esos escritos, como en algunos pasajes de los escritos proféticos, se acentúa un progresivo cambio en la mentalidad: los bienes de la tierra, si bien son bendiciones de Dios, son perecederos.
Cuando se afirma la creencia en la «vida eterna» o, mejor, en la «resurrección de los cuerpos», que aparece por primera vez como texto griego en el Libro II de los Macabeos 7 (escrito hacia fines del siglo II a. C. y comienzos del siglo I a. C.), esta esperanza hace brotar nuevos valores. Más aún, se produce una inversión del orden de valores antiguo.
Se comienza a enseñar que no hay que apreciar la felicidad de un hombre antes de la hora final: «Antes del fin, no llames feliz a nadie, que sólo a su término es conocido el hombre» (Eclesiástico 11:28).
El libro de la Sabiduría, en referencia a la «bienaventuranza», pone por delante la justicia al gozo de tener prosperidad. Aparecen incluso palabras hasta entonces impensadas: el hombre y la mujer estériles pueden ser «felices», en cuanto pueden ser fecundos espiritualmente. La esterilidad, que era considerada hasta entonces una deshonra o castigo, podía ser en realidad señal de bendición: «Dichosa la estéril sin mancilla... cuando sean juzgadas las almas se verán sus frutos» (Sabiduría 3:13).
Los eunucos, que en el pensamiento antiguo estaban excluidos de las asambleas de culto a Dios (Deuteronomio 23:2), son rehabilitados: «Dichoso también el eunuco si no tomó parte en el mal ni fomentó pensamientos de rebelión contra el Señor: su fidelidad será bien recompensada, tendrá un lugar de privilegio en el templo del Señor» (Sabiduría 3:14).
Así, los sabios coinciden en que la «bienaventuranza» no está tanto en los bienes personales como en obrar justamente.

## Las bienaventuranzas en Mateo 5 y Lucas 6

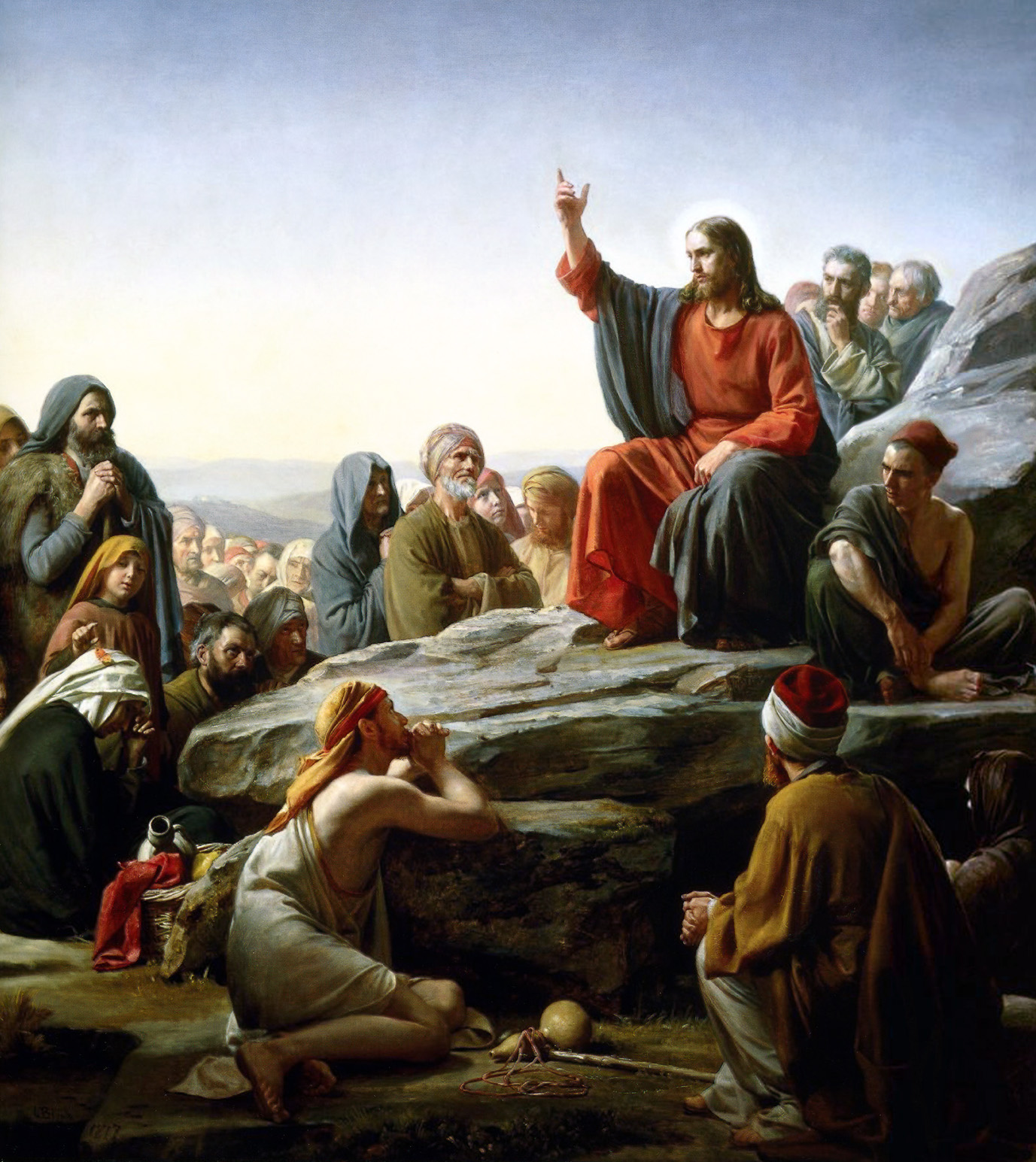
El Sermón del monte, óleo sobre tela del pintor danés Carl Heinrich Bloch (1834–1890).

Probablemente las bienaventuranzas más famosas sean las transmitidas por el evangelio de Mateo (capítulo 5) y el evangelio de Lucas (capítulo 6). Entre ellas se han observado cierto número de concomitancias.
Los dos evangelios recogen la misma palabra: «bienaventurados» o dichosos. Los dos están de acuerdo en colocar ese término al frente de una especie de discurso-programa que pronuncia Jesús al comienzo de su ministerio, un poco antes en Mateo que en Lucas. También hay en los dos una diferencia muy clara entre las primeras bienaventuranzas y la última, tanto en el tono general como en el estilo: mientras que las primeras son breves y están bien acuñadas, la última se despliega con cierta amplitud. Y en ambos evangelios, el tono general viene dado por la primera bienaventuranza, que se suele considerar el compendio de todas las demás: «Bienaventurados los pobres» (Lucas 6:20), «Bienaventurados los pobres de espíritu» (Mateo 5:3).
En el evangelio de Mateo, las bienaventuranzas constituyen el comienzo del largo discurso de tres capítulos (Mateo 5-7) conocido como «sermón de la montaña». En cambio, en el evangelio de Lucas, se ubican en el comienzo de un «discurso en la llanura» mucho más corto (medio capítulo: Lucas 6: 20-47). Este discurso se encuentra recogido casi íntegramente en el sermón de Mateo, pero sus perspectivas parecen ser algo distintas.
El discurso de Lucas está centrado casi exclusivamente en el amor al prójimo; Mateo se interesa sobre todo por la manera con que las exigencias del evangelio constituyen una superación respecto a las exigencias de la ley judía, tal como se la interpretaba en el siglo I.
En cuanto a las bienaventuranzas mismas, la primera diferencia que se advierte es la del número: Mateo tiene 9; Lucas sólo 4, pero las hace seguir de otras cuatro sentencias que recogen exactamente la otra cara de las bienaventuranzas: las maldiciones (¡ay de vosotros, los ricos, los que estáis saciados, los que ahora reís, de los que habla bien todo el mundo!). La diferencia de contenido es la más importante: la razón de la dicha no parece ser la misma para Mateo que para Lucas. Lucas considera situaciones penosas («dichosos los pobres... dichosos los que ahora tenéis hambre...»). mientras que Mateo tiene en cuenta actitudes y disposiciones espirituales («dichosos los pobres de espíritu... dichosos los que tienen hambre y sed de justicia...»). Si bien estas dos series de bienaventuranzas se sitúan en dos planos distintos, parecen ser complementarias y convergentes.
| Mateo 5:3-12 | Lucas 6:20-23 | Lucas 6:24-26                                                         |
| Bienaventuranzas | Bienaventuranzas | Maldiciones                                                           |
| --- | --- | --------------------------------------------------------------------- |
| Bienaventurados los pobres de espíritu, porque de ellos es el Reino de los Cielos.                                                                     | Bienaventurados los pobres, porque vuestro es el Reino de Dios.                                                                                   | ¡Ay de vosotros los ricos, porque habéis recibido vuestro consuelo!   |
| Bienaventurados los mansos, porque ellos poseerán en herencia la tierra.                                                                               | — | —                                                                     |
| Bienaventurados los que lloran, porque ellos serán consolados.                                                                                         | Bienaventurados los que lloráis ahora, porque reiréis.                                                                                            | ¡Ay de los que reís ahora, porque tendréis aflicción y llanto!        |
| Bienaventurados los que tienen hambre y sed de justicia, porque ellos serán saciados.                                                                  | Bienaventurados los que tenéis hambre ahora, porque seréis saciados.                                                                              | ¡Ay de vosotros, los que ahora estáis hartos, porque tendréis hambre! |
| Bienaventurados los misericordiosos, porque ellos alcanzarán misericordia.                                                                             | — | —                                                                     |
| Bienaventurados los limpios de corazón, porque ellos verán a Dios.                                                                                     | — | —                                                                     |
| Bienaventurados los que trabajan por la paz, porque ellos serán llamados hijos de Dios.                                                                | — | —                                                                     |
| Bienaventurados los perseguidos por causa de la justicia, porque de ellos es el Reino de los Cielos.                                                   | — | —                                                                     |
| Bienaventurados seréis cuando os injurien y os persigan y digan con mentira toda clase de mal contra vosotros por mi causa.                            | Bienaventurados seréis cuando los hombres os odien, os expulsen, os injurien y proscriban vuestro nombre como malo por causa del Hijo del hombre. | ¡Ay cuando todos los hombres hablen bien de vosotros! [...]           |
| Alegraos y regocijaos, porque vuestra recompensa será grande en los cielos; pues de la misma manera persiguieron a los profetas anteriores a vosotros. | Alegraos ese día y saltad de gozo, que vuestra esperanza será grande en el cielo. Pues de ese modo trataban sus padres a los profetas.            | [...] pues de ese modo trataban sus padres a los falsos profetas.     |

Así, el esfuerzo que aparece en el Antiguo Testamento por incorporar a la bienaventuranza valores distintos a los del éxito o la riqueza, tales como el valor de la justicia en la pobreza y en el fracaso, encuentra en la predicación de Jesús de Nazaret una posición tajante: los dichosos no son ya los ricos, los satisfechos o aquellos a los que se halaga, sino los que tienen hambre y que lloran, los pobres y los perseguidos.
En el concepto de Léon-Dufour, dos bienaventuranzas mayores comprenden a todas las demás:
1. la pobreza, con su cortejo de las obras de justicia, de humildad, de mansedumbre, de pureza, de misericordia, de solicitud por la paz.[2] En el mismo marco aparecen otras bienaventuranzas: se declara a María (madre de Jesús) bienaventurada por haber creído (Lucas 1:45), y también son bienaventurados los que no vieron y creyeron (Juan 20:29). En línea con lo anterior, tanto el evangelio de Lucas como el Apocalipsis señalan como bienaventurados a los que escuchan la Palabra de Dios y la ponen en práctica (Lucas 11:28), al que lee y a los que oyen la Palabra y guardan las cosas en ella escritas (Apocalipsis 1:3).
2. la persecución por amor de Cristo. El autor del Apocalipsis, escrito a las siete Iglesias de Asia (Apocalipsis 1:4) durante la persecución (Apocalipsis 1:9), declara dichoso al que se mantiene vigilante (Apocalipsis 16:15), al que será llamado para la resurrección (Apocalipsis 20:6). Incluso si da su vida en testimonio, es bienaventurado «por morir en el Señor», porque sus obras lo acompañan (Apocalipsis 14:13).[2]

## Las bienaventuranzas desde la perspectiva de la Iglesia católica
El Catecismo de la Iglesia Católica describe a las bienaventuranzas como el centro de la predicación de Jesús. Ellas responden al deseo natural de felicidad: “Las bienaventuranzas descubren la meta de la existencia humana, el fin último de los actos humanos: Dios nos llama a su propia bienaventuranza”.

## Las bienaventuranzas en el arte
Antoni Gaudí incluyó la representación de las bienaventuranzas, las cuales figuran en las bóvedas posteriores del pórtico de la gloria, en correspondencia con sus ocho columnas interiores, en su concepción del Templo Expiatorio de la Sagrada Familia.